# Lista de regiões do Chile por IDH

Mapa das regiões do Chile por 2017.
Legenda:
> 0.800 (IDH muito alto)
0.700 – 0.799 (IDH alto)
Sem dados

Esta é uma lista de regiões do Chile por Índice de Desenvolvimento Humano (IDH) em 2017.
| Rank  | Região                                  | IDH 2017  | País comparável |
| ----- | --------------------------------------- | --------- | --------------- |
| 1     | Região Metropolitana de Santiago        | 0.874     | Estónia         |
| 2     | Tarapaca (incluindo Arica e Parinacota) | 0.871     | Estónia         |
| 3     | Antofagasta                             | 0.867     | Chipre          |
| 4     | Valparaiso                              | 0.856     | Catar           |
| 5     | Magalhães e Antártica Chilena           | 0.852     | Arábia Saudita  |
| 6     | Atacama                                 | 0.844     | Bahrein         |
| –     | Chile                                   | 0.842     | Bahrein         |
| 7     | Coquimbo                                | 0.821     | Omã             |
| 8     | Bio Bio                                 | 0.817     | Rússia          |
| 9     | O'Higgins                               | 0.811     | Roménia         |
| 10    | Aisen                                   | 0.795     | Costa Rica      |
| 11    | Los Lagos (inclui Los Rios)             | 0.790     | Ilhas Maurícias |
| 12    | Araucania                               | 0.781     | Geórgia         |
| 12    | Maule                                   | 0.781     | Geórgia         |
| Ñuble | Ñuble                                   | sem dados | sem dados       |